# Nanking–Hangcsou nagysebességű vasútvonal
A Nanking–Hangcsou nagysebességű vasútvonal (egyszerűsített kínai írással: 宁杭城际铁路; tradicionális kínai írással: 寧杭城際鐵路; pinjin: níngháng chéngjì tiělù) egy 249 km hosszú, kétvágányú, 25 kV 50 Hz-cel villamosított nagysebességű vasútvonal Kínában Nanking (Csiangszu provincia) és Hangcsou (Csöcsiang provincia) között. A vonalon a vonatok maximális sebessége 350 km/h. A vasút 147 km hosszan halad majd Csiangszu provinciában és 102 km hosszan Csöcsiang tartományban, miközben 11 várost érint: Nanking, Csiangning district, Lisuj megye, Lijang, Jihszing (Csiangszu tartomány) és Csanghszing megye, Hucsou, Töcsing megye, Jühang District és Hangcsou (Csöcsiang tartomány).
Miután elkészült, ez lett az első közvetlen vonal a két város között, a menetidő a korábbi közel 2 óráról 50 percre csökkent. Az építkezés 2008-ban kezdődött, megnyitása 2013 július 1.-én volt.